# Liste der Monuments historiques in Wolfskirchen
Die Liste der Monuments historiques in Wolfskirchen führt die Monuments historiques in der französischen Gemeinde Wolfskirchen auf.

## Liste der Bauwerke
| Bezeichnung          | Beschreibung                         | Standort                                | Kennzeichnung | Schutzstatus | Datum | Bild           |
| -------------------- | ------------------------------------ | --------------------------------------- | ------------- | ------------ | ----- | -------------- |
| Napoleonsbank        | Ruhebank; Sandstein, 1854            | südöstlich des Ortes an der D 55 (Lage) | PA00085266    | Inscrit      | 1988  | weitere Bilder |
| Brücke über die Isch | vermutlich im 17. Jahrhundert erbaut | südwestlich des Ortes (Lage)            | PA00085267    | Classé       | 1986  | weitere Bilder |